# Rode muggenlarve

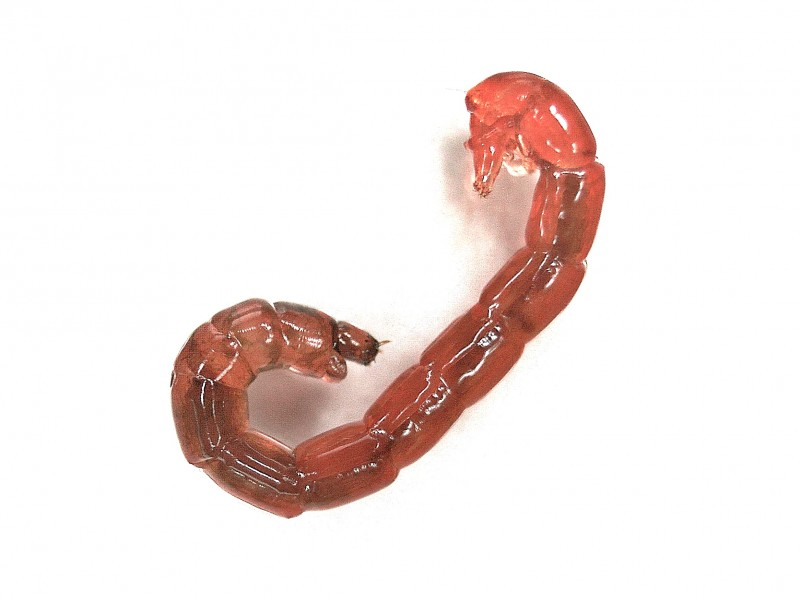
Rode muggenlarve

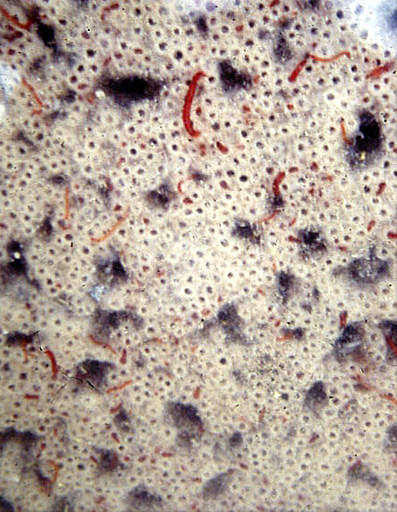
Rode muggenlarve in het water

Met rode muggenlarven worden de larven van een aantal soorten dansmuggen (Chironomidae) bedoeld, die gebruikt worden als voer voor in gevangenschap gehouden dieren. Rode muggenlarven worden voornamelijk verkocht als levend voer voor vissen en andere waterdieren. Larven van muggen worden wel vaker gebruikt als voer voor dieren die in het water leven, zoals witte muggenlarven. Dit zijn de larven van muggen uit het geslacht Chaoborus; ze danken de naam aan het transparante lichaam en zijn niet wit van kleur.

## Uiterlijke kenmerken
De larven van dansmuggen leven in water. In tegenstelling tot de larven van steekmuggen, die vrijwel constant adem moeten halen en daarom aan het wateroppervlak drijven, leven ze in de modderbodem. Het lichaam van larven van dansmuggen zit echter vol met hemoglobine, een rood, zuurstofbindend eiwit waarmee de larven een voorraad zuurstof op kunnen slaan in de lichaamsvloeistof. Daardoor hoeft de larve slechts af en toe naar de oppervlakte te 'zwemmen' om verse zuurstof op te nemen. Rode muggenlarven kunnen hierdoor in sterk vervuild en zuurstofarm water leven. Aan hemoglobine heeft de larve ook de rode kleur te danken.
Bij het bereiken van het wateroppervlak maakt de larve kronkelige bewegingen en valt behoorlijk op. De rode muggenlarve is dan zeer kwetsbaar voor predatoren, zoals stekelbaarsjes en de larven van de groene kikker.
Rode muggenlarven hebben een grote tolerantie voor verschillende omstandigheden. Ze voelen zich thuis in zowel zoet als matig brak water, het water kan stilstaand of stromend zijn, en ook het zuurstofgehalte is voor de larve niet van belang. De larven voeden zich met de wortels van waterplanten en organische afzettingen op stenen. Het langwerpig lichaam heeft enkele onechte achterpoten. De staart bevat haren en de mond is met twee borstelringen bezet. De larve verlaat soms de bodem om naar het wateroppervlakte te gaan. De larven verpoppen in hun schuilplaats, waarna ze naar de wateroppervlakte drijven.

## Gebruik
Omdat de larven eenvoudig te kweken zijn in een voedselrijke modderbodem worden ze tegen een lage prijs aangeboden als voedsel voor aquatische diersoorten. Rode muggenlarven zijn het meest verkochte levende voer voor vissen en dienen daarnaast als voedsel voor onder meer salamanders, sommige soorten kikkervisjes, steurgarnalen en zoetwaterkreeften.